# Sonido envolvente 5.1

Configuración común de la mayor parte de altavoces para 5.1; utilizado por Dolby Digital, SDDS, DTS y Dolby Pro Logic

5.1 (cinco punto uno) es el nombre común para los sistemas de audio multicanales con seis canales de sonido surround.
El 5.1 es ahora el diseño más utilizado en cines y cines hogareños. Se utilizan cinco canales de banda ancha completa y un canal con efectos de baja frecuencia (el punto uno). Dolby Digital, Dolby Pro Logic, DTS, y SDDS son todos sistemas comunes 5.1. El sonido envolvente 5.1 es también el componente de audio con sonido envolvente estándar para la emisión digital y la musical.  Todos los sistemas 5.1 utilizan los mismos canales y la configuración de los altavoces, que tiene una parte frontal izquierda y derecha, un canal central, dos canales de sonido envolvente y un subwoofer.
También conocido como sonido 3D.

## Historia
5.1 data de 1976, cuando Dolby Labs modificó el seguimiento del uso de las seis bandas sonoras magnéticas analógicas. La aplicación DOLBY de 1976 (publicado en la película La fuga de Logan) no utilizó la división rodeada, y por lo tanto no era 5.1. El uso de Dolby de división rodeada, y la introducción del formato 5.1 en el cine tendría que esperar hasta 1978, en Apocalypse Now. En lugar de los cinco canales de pantalla y un canal surround del formato Todd-AO, Dolby Stereo 70 mm Seis Track proporciona tres canales de pantalla, dos canales de sonido envolvente y un canal de potenciación de baja frecuencia.  
Cuando el sonido digital se aplicó a copias de exhibición en 35 mm, comenzó con Batman Returns en 1992, se adoptó el mismo diseño 5.1. La capacidad de proporcionar sonido 5.1 había sido una de las principales razones para el uso de 70 mm para las proyecciones de prestigio. La prestación de sonido digital 5.1 sobre 35 mm reduce significativamente el uso del muy caro formato 70 mm. El sonido digital y el formato 5.1 se introdujeron en 1990, por KODAK y Optical Radiation Corporation, con los lanzamientos de Days of Thunder y The Doors, que utilizan los CDS de formato (sonido de cine digital).  
El sonido digital 5.1 se utilizaría más adelante en Laserdisc y DVD a partir de la versión de Laserdisc Clear and Present Danger en 1995. El Blu-ray y el cine digital tienen la capacidad de ocho canales que se pueden utilizar para proporcionar ya sea 5.1 o 7.1 surround sound. 7.1 es una extensión del 5.1 que utiliza cuatro zonas de sonido envolvente: dos en los lados y dos en la parte posterior.  
Un sistema de sonido envolvente 5.1 digital también se había utilizado en 1987 en el cabaré parisino Moulin Rouge, creado por el ingeniero francés Dominique Bertrand. Para lograr un sistema de este tipo en 1985 tuvo que ser diseñada una mesa de mezclas en cooperación con Solid State Logic, basada en su serie 5000, y los altavoces en cooperación con APG.  La consola incluye canales ABCDEF. Respectivamente: A la izquierda, B la derecha, C el centro, D el trasero izquierdo, E el trasero derecho y F el bajo. El mismo ingeniero ya había desarrollado un sistema similar 3.1 en 1973, para su uso oficial en la Cumbre Internacional de Estados Francófonos en Dakar.

## Aplicación

### Música

Configuración sugerida para escuchar música 5.1.

En cuanto a la música, el objetivo principal del sonido envolvente 5.1 es una localización adecuada y ecuanimidad de todas las fuentes acústicas para un público posicionado en el centro. Por lo tanto se deben usar idealmente cinco bocinas que combinan.  
Para la reproducción 5.1 se dieron recomendaciones musicales de la Unión Internacional de Telecomunicaciones (UIT) para su utilización y proponer la siguiente configuración (UIT-R BS 775):
- Cinco altavoces del mismo tamaño para la parte delantera, central y envolvente
- Distancia idéntica de los oyentes para los cinco altavoces
- Ajuste del ángulo con respecto a la dirección de visión de audiencia: centro 0° frente ± 22,5° para las películas de ± 30° para la música, envolvente ± 110°

La colocación de los altavoces, que debe cumplir con estos requisitos a fin de proporcionar la mejor calidad de sonido, es a menudo en desacuerdo con las limitaciones de espacio de la sala.